# نی (بازیکن فوتبال)
کلائودینی آلکساندر آپارسیدو (به پرتغالی: Claudinei Alexandre Aparecido) معروف به نی (Nei) بازیکن فوتبال در پست مهاجم اهل برزیل است که در شهر Avaré و در تاریخ ۲ مهٔ ۱۹۸۰ به دنیا آمده‌است.

## باشگاهی
نی در تیم‌های فوتبال موریرنز، ناوال، باشگاه فوتبال زسکا صوفیه، باشگاه فوتبال الشباب عربستان سعودی، سی‌اف‌آر کلوژ، باشگاه فوتبال چانگچون یاتای و Tianjin Songjiang سابقه حضور دارد.